# Aeschynanthus
Genre
Synonymes
- Euthamnus Schltr., Engl. Jabrb. 58: 284 (1923)
- Rheitrophyllum Hassk., Flora, 25: II. Beibl. 56 (1842)
- Oxychlamys Schltr., Engl. Jahrb. 58: 286 (1923)
- Trichosporum D.Don, Edinb. Phil. Journ. 7: 84 (1822)
- Micraeschynanthus Ridl., Pl. Mal. Penins. 5: 324 (1925)

Aeschynanthus est un genre de plantes à fleurs de la famille des Gesneriaceae, d'environ 185 espèces Ce sont surtout des plantes herbacées et des arbrisseaux, grimpants ou épiphytes subtropicaux et tropicaux. Le nom du genre vient d'une contraction de aischuno (avoir honte) et anthos (fleur). Le nom commun de certaines espèces est plante à rouge à lèvres, en raison de la forme et de la couleur vive du bouton floral.

## Description
Le genre contient une grande variété de plantes aux caractéristiques différentes. Les tiges sont ramifiées et étendues, plus pu moins rampantes ou retombantes. Les feuilles sont opposées ou disposées en spirales autour des tiges. Les feuilles sont généralement charnues, mais ce n'est pas toujours le cas.
Les fleurs sont axillaires ou en regroupement terminal. Les pétales forment une corolle tubulaire, se terminant par cinq lobes. La fleur est courbée et porte deux lobes supérieurs et trois lobes inférieurs.

## Espèces
185 espèces sont acceptées. Une liste complète des espèces acceptées et de leurs synonymes peut être trouvée dans la World Checklist of Gesneriaceae de la Smithsonian Institution.
- Aeschynanthus acuminatissimus W.T.Wang
- Aeschynanthus acuminatus Wall. ex A.DC.
- Aeschynanthus albidus (Blume) Steud.
- Aeschynanthus amboinensis (Merr.) Mendum
- Aeschynanthus amoenus C.B.Clarke
- Aeschynanthus andersonii C.B.Clarke
- Aeschynanthus angustifolius (Blume) Steud.
- Aeschynanthus angustioblongus W.T.Wang
- Aeschynanthus angustissimus (W.T.Wang) W.T.Wang
- Aeschynanthus arctocalyx Mendum & Madulid
- Aeschynanthus arfakensis C.B.Clarke
- Aeschynanthus argentii Mendum
- Aeschynanthus asclepioides (Elmer) B.L.Burtt & P.Woods
- Aeschynanthus atrorubens Schltr.
- Aeschynanthus batakiorum Mendum & Madulid
- Aeschynanthus batesii Mendum
- Aeschynanthus brachyphyllus S.Moore
- Aeschynanthus bracteatus Wall. ex A.DC.
- Aeschynanthus breviflorus (S.Moore) K.Schum.
- Aeschynanthus burttii Mendum
- Aeschynanthus buxifolius Hemsl.
- Aeschynanthus calanthus Schltr.
- Aeschynanthus cambodiensis D.J.Middleton
- Aeschynanthus camiguinensis Kraenzl.
- Aeschynanthus cardinalis (H.F.Copel. ex Merr.) Schltr.
- Aeschynanthus caudatus C.B.Clarke
- Aeschynanthus celebicus Koord.
- Aeschynanthus ceylanicus Gardner
- Aeschynanthus chiritoides C.B.Clarke
- Aeschynanthus chrysanthus P.Woods
- Aeschynanthus citrinus Mendum & S.M.Scott
- Aeschynanthus copelandii (Merr.) Schltr.
- Aeschynanthus cordifolius Hook.
- Aeschynanthus crassifolius (Elmer) Schltr.
- Aeschynanthus cryptanthus C.B.Clarke
- Aeschynanthus cuernosensis (Elmer) Schltr.
- Aeschynanthus curtisii C.B.Clarke
- Aeschynanthus curvicalyx Mendum
- Aeschynanthus dasycalyx Hallier f.
- Aeschynanthus dempoensis S.Moore
- Aeschynanthus dischidioides (Ridl.) D.J.Middleton
- Aeschynanthus dischorensis Schltr.
- Aeschynanthus ellipticus K.Schum. & Lauterb.
- Aeschynanthus elmeri Mendum
- Aeschynanthus elongatus C.B.Clarke
- Aeschynanthus everettianus Kraenzl.
- Aeschynanthus fecundus P.Woods
- Aeschynanthus firmus Kraenzl.
- Aeschynanthus flammeus Schltr.
- Aeschynanthus flavidus Mendum & P.Woods
- Aeschynanthus forbesii (S.Moore) K.Schum.
- Aeschynanthus foxworthyi Kraenzl.
- Aeschynanthus fruticosus Ridl.
- Aeschynanthus fulgens Wall. ex R.Br.
- Aeschynanthus garrettii Craib
- Aeschynanthus geminatus Zoll. & Moritzi
- Aeschynanthus gesneriflorus S.Moore
- Aeschynanthus gjellerupii Schltr.
- Aeschynanthus glomeriflorus Kraenzl.
- Aeschynanthus gracilis C.S.P.Parish ex C.B.Clarke
- Aeschynanthus guttatus P.Woods
- Aeschynanthus hartleyi P.Woods
- Aeschynanthus hians C.B.Clarke
- Aeschynanthus hispidus Schltr.
- Aeschynanthus hookeri C.B.Clarke
- Aeschynanthus horsfieldii R.Br.
- Aeschynanthus hosseusii Pellegr.
- Aeschynanthus humilis Hemsl.
- Aeschynanthus impar Schltr.
- Aeschynanthus intraflavus Mendum
- Aeschynanthus irigaensis (Merr.) B.L.Burtt & P.Woods
- Aeschynanthus janowskyi Schltr.
- Aeschynanthus jouyi D.J.Middleton
- Aeschynanthus kermesinus Schltr.
- Aeschynanthus lancilimbus W.T.Wang
- Aeschynanthus lasianthus W.T.Wang
- Aeschynanthus lasiocalyx W.T.Wang
- Aeschynanthus lepidospermus C.B.Clarke
- Aeschynanthus leptocladus C.B.Clarke
- Aeschynanthus leucothamnos Kraenzl.
- Aeschynanthus ligustrinus Schltr.
- Aeschynanthus linearifolius C.E.C.Fisch.
- Aeschynanthus lineatus Craib
- Aeschynanthus littoralis (Merr.) Schltr.
- Aeschynanthus lobaticalyx Mendum
- Aeschynanthus loheri Kraenzl.
- Aeschynanthus longicaulis Wall. ex R.Br.
- Aeschynanthus longiflorus (Blume) A.DC.
- Aeschynanthus macgregorii (Merr.) Mansibang & Pelser
- Aeschynanthus macrocalyx C.B.Clarke
- Aeschynanthus madulidii Mendum
- Aeschynanthus magnificus Stapf
- Aeschynanthus malindangensis (Merr.) Mansibang & Pelser
- Aeschynanthus mannii Kurz ex C.B.Clarke
- Aeschynanthus marginatus Ridl.
- Aeschynanthus masoniae Kurz ex C.B.Clarke
- Aeschynanthus medogensis W.T.Wang
- Aeschynanthus membranifolius (Costantin) D.J.Middleton
- Aeschynanthus mendumiae D.J.Middleton
- Aeschynanthus mengxingensis W.T.Wang
- Aeschynanthus meo K.Schum.
- Aeschynanthus micranthus C.B.Clarke
- Aeschynanthus microcardius B.L.Burtt & R.A.Davidson
- Aeschynanthus microphyllus C.B.Clarke
- Aeschynanthus microtrichus C.B.Clarke
- Aeschynanthus mindanaensis (Merr.) Mansibang & Pelser
- Aeschynanthus miniaceus B.L.Burtt & P.Woods
- Aeschynanthus miniatus Lindl.
- Aeschynanthus minutifolius D.J.Middleton
- Aeschynanthus mollis Schltr.
- Aeschynanthus monetaria Dunn
- Aeschynanthus moningerae (Merr.) Chun
- Aeschynanthus montisucris P.Royen
- Aeschynanthus murthyanus R.Kr.Singh & Arigela
- Aeschynanthus musaensis P.Woods
- Aeschynanthus myrtifolius Schltr.
- Aeschynanthus nabirensis Kaneh. & Hatus.
- Aeschynanthus nervosus (Elmer) Schltr.
- Aeschynanthus nummularius (Burkill & S.Moore) K.Schum.
- Aeschynanthus obconicus C.B.Clarke
- Aeschynanthus ovatus (Merr.) Schltr.
- Aeschynanthus oxychlamys Mendum
- Aeschynanthus pachyanthus Schltr.
- Aeschynanthus panayensis (Merr.) Mansibang & Pelser
- Aeschynanthus papuanus (Schltr.) B.L.Burtt
- Aeschynanthus parasiticus (Roxb.) Wall.
- Aeschynanthus parviflorus (D.Don) Spreng.
- Aeschynanthus pedunculatus D.J.Middleton
- Aeschynanthus pergracilis Kraenzl.
- Aeschynanthus perrottetii A.DC.
- Aeschynanthus persimilis Craib
- Aeschynanthus phaeotrichus Schltr.
- Aeschynanthus philippinensis C.B.Clarke
- Aeschynanthus planipetiolatus H.W.Li
- Aeschynanthus podocarpus C.B.Clarke
- Aeschynanthus poilanei Pellegr.
- Aeschynanthus polillensis Kraenzl.
- Aeschynanthus praelongus Kraenzl.
- Aeschynanthus pseudohybridus Mendum
- Aeschynanthus pulcher (Blume) G.Don
- Aeschynanthus pullei Schltr.
- Aeschynanthus radicans Jack
- Aeschynanthus rarus Schltr.
- Aeschynanthus reiekensis Lalhlupuii, S.D.Khomdram & S.D.Yumkham
- Aeschynanthus rejieae Olimpos & Mansibang
- Aeschynanthus rhododendron Ridl.
- Aeschynanthus rhodophyllus Kraenzl.
- Aeschynanthus rizalensis (Merr.) Mansibang & Pelser
- Aeschynanthus roseoflorus Mendum
- Aeschynanthus roseus Schltr.
- Aeschynanthus rubiginosus Teijsm. & Binn.
- Aeschynanthus sanguineus Schltr.
- Aeschynanthus scottii D.J.Middleton & H.J.Atkins
- Aeschynanthus serpens Kraenzl.
- Aeschynanthus setosus Kraenzl.
- Aeschynanthus sinolongicalyx W.T.Wang
- Aeschynanthus siphonanthus C.B.Clarke
- Aeschynanthus smaragdinus F.Wen & J.Q.Qin
- Aeschynanthus sojolianus Mendum & L.E.R.Galloway
- Aeschynanthus solomonensis P.Woods
- Aeschynanthus speciosus Hook.
- Aeschynanthus stenocalyx Kraenzl.
- Aeschynanthus stenosepalus J.Anthony
- Aeschynanthus stenosiphon Schltr.
- Aeschynanthus suborbiculatus S.Moore
- Aeschynanthus superbus C.B.Clarke
- Aeschynanthus tenericaulis Diels
- Aeschynanthus tengchungensis W.T.Wang
- Aeschynanthus teysmannianus Miq.
- Aeschynanthus tirapensis Bhattacharyya
- Aeschynanthus torricellensis Schltr.
- Aeschynanthus trichocalyx Kraenzl.
- Aeschynanthus tricolor Hook.
- Aeschynanthus truncatus (Elmer) Schltr.
- Aeschynanthus tubiflorus C.B.Clarke
- Aeschynanthus tubulosus J.Anthony
- Aeschynanthus urdanetensis (Elmer) Mansibang & Pelser
- Aeschynanthus verticillatus C.B.Clarke
- Aeschynanthus vinaceus P.Woods
- Aeschynanthus viridiflorus Teijsm. & Binn.
- Aeschynanthus volubilis Jack
- Aeschynanthus wallichii R.Br.
- Aeschynanthus wardii Merr.
- Aeschynanthus warianus Schltr.
- Aeschynanthus zamboangensis Kraenzl.

## Culture et usages
Plusieurs espèces sont cultivées comme plantes d'intérieur, incluant les espèces A. pulcher, A. parviflorus et A. speciosus.

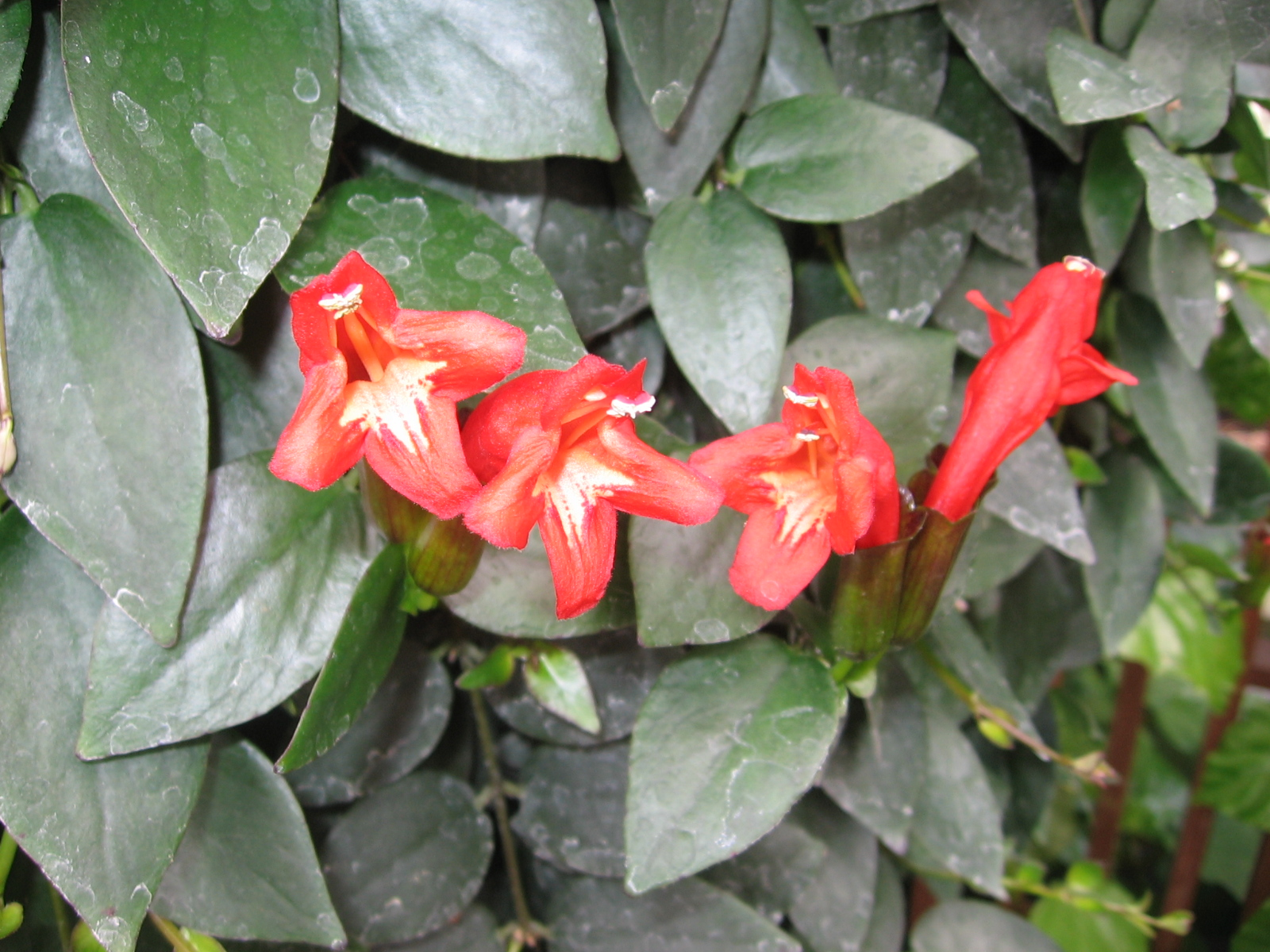
Aeschynanthus pulcher